# Brugia malayi
Filaire de Malaisie
Espèce
Brugia malayi, la Filaire de Malaisie, est une espèce de nématodes de la famille des Onchocercidae. C'est un ver filiforme dont la présence dans les ganglions mésentériques entraîne la filariose de Malaisie ou filariose lymphatique orientale. Cette espèce appartient au genre Brugia, qui regroupe des nématodes non segmentés, recouverts d'une épaisse cuticule et menant une vie libre ou parasitaire.
Comme les autres filaires, la filaire de Malaisie est ovovivipare. Elle ne pond pas d'œufs mais des larves appelées microfilaires circulant dans le sang. Les adultes, appelés macrophilaires, vivent dans la circulation lymphatique. 

## Morphologie
Les adultes ne se différencient pas de ceux de la filaire de Bancroft.
En revanche, les larves se distinguent par des dimensions légèrement plus petites (200 à 240 μm), un espace céphalique un peu plus long (6 μm) et deux renflements (sub-terminal et terminal) de l'extrémité caudale. La coloration au Giemsa du corps interne donne un vermillon divisé en 3 masses contre un vermillon unique pour la filaire de Bancroft.

## Biologie
Les hôtes intermédiaires et vecteurs sont des moustiques généralement Mansonia, mais aussi Culex, Aedes, Anopheles selon la région. Les moustiques du genre Mansonia sont très anthropophiles (piquant préférentiellement l'homme) mais aussi exophiles (ne piquant qu'à l'extérieur des habitations). 
Le vecteur principal (moustique Mansonia) se développe dans les mares et marécages ouverts (M. uniformis, M. annulifera, M. indiana) ou dans les forêts inondées bordant les cours inférieurs des fleuves (M. dives, M. bonneæ, M.annulata). Le premier groupe, celui des mares, est quasi-exclusivement anthropophile, alors que le second, celui des forêts, est aussi zoophile (outre l'homme, les singes et les carnivores).
Les microfilaires sont à périodicité nocturne moins constante que celles de Wuchereria bancrofti (filaire de Bancroft), elles sont semi-nocturnes ou apériodiques (pas de périodicité particulière), ce qui est en rapport avec la diversité des vecteurs locaux (différentes heures d'activité). Toutefois leur évolution et leur transmission sont semblables. 
Ici encore, les adultes vivent dans le système lymphatique, mais surtout dans les ganglions mésentériques.
Le génome de Brugia malayi est entièrement séquencé et les informations relatives sont compilées dans WormBase.

## Répartition géographique et importance
Purement asiatique, cette filaire se rencontre dans un vaste triangle, allant de l'ouest de l'Inde à la Corée et au sud de l'Indonésie, où elle pose, sur le plan de la prophylaxie, de nombreuses difficultés :
- Elle affecte non seulement l'homme, mais aussi de nombreux animaux domestiques et sauvages (singes, chats, chiens), ce qui la rend très difficile à contrôler.
- Les larves des vecteurs principaux (moustiques du genre Mansonia, sous genre Mansonioides) ont une biologie très particulière. Ces larves ne viennent pas respirer en surface, comme celles des autres moustiques. Elles enfoncent leur siphon dans les canaux aérifères des plantes aquatiques. Elles ne peuvent être atteintes par les classiques épandages d'insecticides de contact[1].
- De plus, ces larves de moustiques se fixent sur certaines plantes (Eichhornia, Salvinia, Pontederia, Pistia stratiotes) soigneusement entretenus par les paysans dans les mares des villages, car elles servent d'engrais pour la culture des cocotiers. D'où le caractère rural et sporadique de la filariose de Malaisie[1].

## Clinique

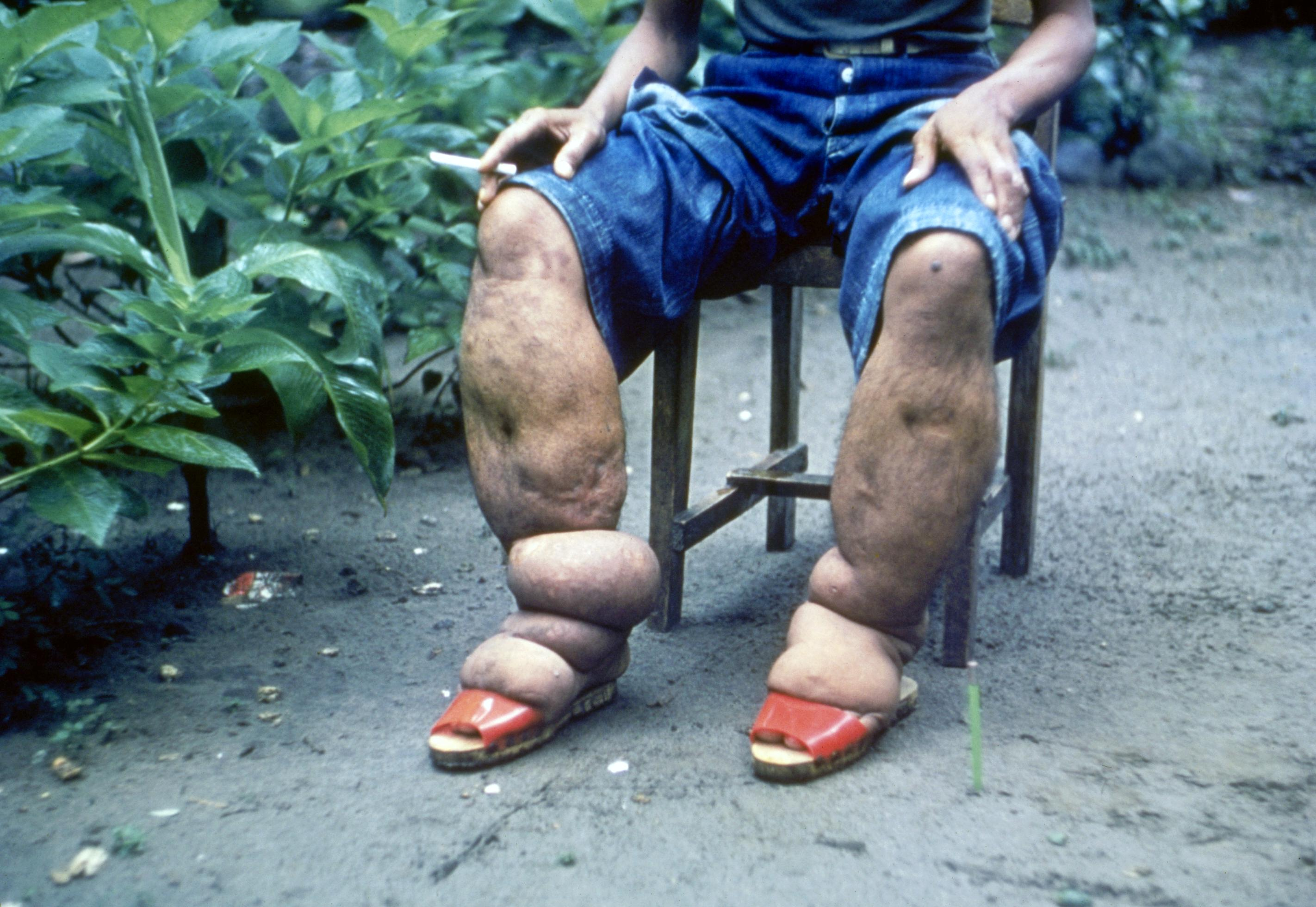
Elephantiasis des jambes due à la filariose.

C'est également une filariose (helminthiase) lymphatique, mais avec ses caractères propres 

### Début
Il existe d'abord des adénopathies situées au cou, à l'aisselle, au coude, ou à l'aine. Elles sont superficielles, mobiles, molles et indolores. Elles peuvent se compliquer de crises de lymphangite siégeant surtout aux bras. On observe souvent des signes pulmonaires (toux, dypsnée à type d'asthme).

### Évolution
L'examen de sang peut révéler, en plus de l'éosinophilie élevée, une hyperleucocytose très marquée, allant de 15 000 à presque 50 000 éléments par mm³.
L'évolution se fait par poussées, vers l'éléphantiasis, augmentation considérable du volume d'un membre ou d'une partie du corps, causée par un œdème dur et chronique des téguments. Celui de la filaire de Malaisie respecte le plus souvent les zones génitales. Il se localise presque uniquement au membre inférieur, au-dessous du genou, réalisant la classique « jambe de Cochin » ; ou alors à l'avant-bras. Ces éléphantiasis sont toujours moins importants que ceux qui peuvent être provoqués par la filaire de Bancroft.
L'évolution peut être favorable si l'on soustrait le malade suffisamment tôt aux ré-infestations constantes des zones d'endémie. Sinon l'évolution est capricieuse, d'autant plus défavorable qu'elle a débuté précocement dans la vie du sujet. Des périodes de stabilisation alternent avec des aggravations liées à des infections. La sédentarité liée au handicap augmentent les risques de lésions cardiaques et rénales.

## Diagnostic
Il se fera classiquement par la recherche des microfilaires dans le sang périphérique prélevé selon la périodicité. Ce diagnostic est difficile, car les microfilaires sont souvent très peu nombreuses dans le sang. 
La preuve formelle peut être apportée dans le liquide de ponction ganglionnaire ; ou dans la biopsie ganglionnaire, par macération d'une partie dans du liquide physiologique et centrifugation, par examen histologique du reste. 

## Traitement
Le traitement sera le même que pour la filariose de Bancrofti. (Voir Wuchereria bancrofti).
Il est particulièrement sensible à un traitement antibiotique (doxycycline) qui va éliminer le symbionte bactérien dont il dépend.

## Publication originale
- (nl) S. L. Brug, « Een nieuwe Filaria-soort (Filaria malayi), parasiteerende bij den Mensch. (voorloopige mededeeling) », Geneeskundig Tijdschrift voor Nederlandsch-Indie, vol. 67,‎ 1927, p. 750-754.